# Temporada 1927-1928 del RCD Espanyol
Dades de la Temporada 1927-1928 del RCD Espanyol.

## Fets Destacats
- 20 de setembre de 1927: Amistós, Atlético 2 - Espanyol 6.
- 30 d'abril de 1928: Amistós, Atlético 2 - Espanyol 4.
- 6 de maig de 1928: Amistós, Recreativo 0 - Espanyol 7.
- 1 de juliol de 1928: Copa Vea: Espanyol 2 - Europa 1.

## Resultats i Classificació

### Campionat de Catalunya
| Pos | Equip        | PJ | PG | PE | PP | GF | GC | DG  | Pts |
| --- | ------------ | -- | -- | -- | -- | -- | -- | --- | --- |
| 2   | CE Europa    | 14 | 12 | 0  | 2  | 51 | 20 | +31 | 24  |
| 3   | RCD Espanyol | 14 | 11 | 1  | 2  | 30 | 11 | +19 | 23  |
| 4   | CE Sabadell  | 14 | 4  | 3  | 7  | 25 | 30 | −5  | 11  |

## Plantilla
| P   | Jugador              | C. de Catalunya | C. de Catalunya |
| P   | Jugador              | PJ              | G               |
| --- | -------------------- | --------------- | --------------- |
| POR | Ricard Zamora        | 14              | -11             |
| POR | Cristòfol Solà       | -               | -               |
| DEF | Conrad Portas        | 14              | -               |
| DEF | Ricardo Saprissa     | 13              | -               |
| DEF | Rafael González      | 1               | -               |
| DEF | Juan Antonio Pascual | -               | -               |
| MIG | Pere Solé            | 14              | 2               |
| MIG | Ramon Trabal         | 13              | 1               |
| MIG | Juli Kaiser          | 12              | -               |
| MIG | Patrici Caicedo      | 2               | -               |
| MIG | Ramon Tomàs          | 1               | -               |
| DAV | Martí Ventolrà       | 14              | 6               |
| DAV | Manuel Estrada       | 11              | 11              |
| DAV | Jaume Comas          | 11              | -               |
| DAV | Enrique Vilar        | 8               | 2               |
| DAV | Manuel Buj           | 7               | 1               |
| DAV | José Padrón          | 6               | 4               |
| DAV | Rafael Oramas        | 6               | 3               |
| DAV | Rini                 | 3               | -               |
| DAV | Miquel Llauger       | 1               | -               |
| DAV | Bartolomé Cabrera    | 1               | -               |
| DAV | Rafael Sans          | 1               | -               |
| DAV | Frederic Simó        | 1               | -               |
| DAV | Joaquín Barrachina   | -               | -               |